# Franz Alfons Gayda
Franz Alfons Gayda (* 1896 in Thorn; † 1970) war ein deutscher Journalist und Literaturkritiker.

## Leben und Wirken
Gayda war Journalist, lebte einige Zeit in Eisenach und ging dann nach Berlin, wo er 1926 Gründer und Vorsitzender der Gesellschaft für deutsches Schrifttum wurde. Ab 1928 gab er gemeinsam mit Eugen Kühnemann die Blätter für deutsches Schrifttum heraus, die aber spätestens nach der Machtergreifung der Nationalsozialisten 1933 eingestellt, wie auch zu diesem Zeitpunkt die Gesellschaft für deutsches Schrifttum ausgelöst wurde.  
Nach dem Zweiten Weltkrieg war Gaya in Günzburg Leiter eines Pressebüros.

## Schriften (Auswahl)
- stern-nacht im all. Wir Verlag, Berlin 1920.
- Eden. Ein Psalm. In: Hausbücher für Sachsen. 2. Jg., Heft 3 (März 1921), S. 1.
- Das Erlebnis des Heldischen. In: Ostdeutsche Morgenpost vom 18. Januar 1925, S. 15.
- (mit Friedrich Wilhelm Heinz und Franz Schauwecker): Nation und Schrifttum. Berlin 1933.
- Beiträge in Der Deutschen-Spiegel zwischen 1924 und 1933.